# WNBA All-Star Game 2023
Match précédent Match suivant
Le WNBA All-Star Game 2023 est un match d'exhibition de basket-ball qui s'est déroulé le 15 juillet 2023 à la Michelob Ultra Arena de Las Vegas (Nevada). Les Aces de Las Vegas ont accueilli le match et les événements connexes pour la troisième fois, les précédents ayant eu lieu en 2019 et 2021.
A'ja Wilson, des Aces de Las Vegas, a été la leader générale des votes des fans avec 95 860, avec Breanna Stewart, des Liberty de New York, terminant 2e avec 87 586 votes.
Le 13 juillet 2023, il a été annoncé que Kehlani assurerait le spectacle de la mi-temps.

## Équipes

### Sélection

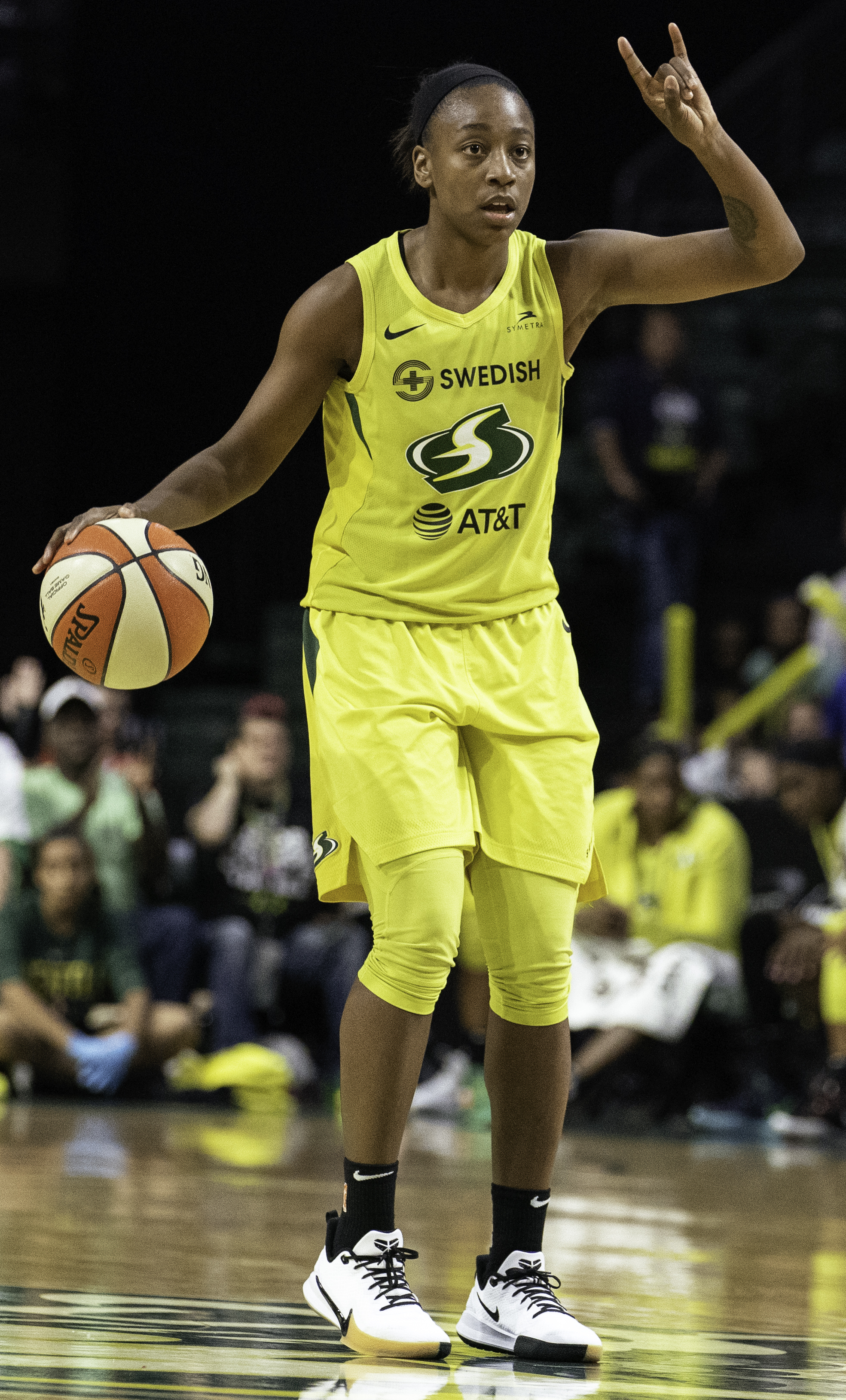
Jewell Loyd, MVP du match

Le 5 juin, la WNBA a annoncé que le processus de sélection des équipes pour 2023 serait similaire à celui du WNBA All-Star Game 2022. Les supporters, les joueuses, les entraîneurs, les journalistes sportifs et les commentateurs peuvent tous voter pour les All-Stars. Chaque groupe peut remplir un bulletin de vote comprenant quatre extérieurs et six intérieurs. Les joueuses et les entraîneurs ne peuvent pas voter pour les membres de leur propre équipe. Le vote a débuté le 7 juin à 14 h (heure de l'est) et s'est terminé le mercredi 21 juin à 23 h 59 (heure de l'Est).
La pondération est la suivante :
| Votants         |     |
| --------------- | --- |
| Fans            | 50% |
| Joueuses        | 25% |
| Médias sportifs | 25% |

Les joueuses n'étaient pas autorisées à voter pour leurs propres coéquipières. Les dix meilleures joueuses ayant reçu des votes selon cette pondération seraient sélectionnées pour le match des étoiles. Ces dix joueuses seraient considérées comme titulaires. Après l'annonce des titulaires, les entraîneurs principaux de la WNBA sélectionneraient les douze remplaçantes. Les entraîneurs voteraient pour trois arrières, cinq joueuses intérieures et quatre joueuses à chaque poste, quelle que soit la conférence. Elles ne pouvaient pas voter pour leurs propres joueuses. Les deux meilleures joueuses seront capitaines des deux équipes All-Star et sélectionneront leurs équipes parmi les huit titulaires restantes et les douze remplaçantes. Les capitaines sélectionneront leurs effectifs respectifs en sélectionnant d'abord parmi les huit joueuses restantes du groupe de titulaires, puis parmi les douze remplaçantes. ESPN pourrait diffuser l'émission spéciale de sélection de l'équipe All-Star de la WNBA.

### Résultats du vote des spectateurs
Voici les 30 meilleures joueuses basées uniquement sur le vote des supporters :
| Rang | Joueuse           | Nombre de vote |
| ---- | ----------------- | -------------- |
| 1    | A'ja Wilson       | 95 860         |
| 2    | Breanna Stewart   | 87 586         |
| 3    | Brittney Griner   | 72 637         |
| 4    | Aliyah Boston     | 72 294         |
| 5    | Jackie Young      | 63 262         |
| 6    | Satou Sabally     | 60 738         |
| 7    | Jewell Loyd       | 59 312         |
| 8    | Nneka Ogwumike    | 50 753         |
| 9    | Elena Delle Donne | 49 137         |
| 10   | Arike Ogunbowale  | 46 609         |

| Rang | Joueuse          | Nombre de vote |
| ---- | ---------------- | -------------- |
| 11   | Kelsey Plum      | 44 014         |
| 12   | Chelsea Gray     | 43 165         |
| 13   | Candace Parker   | 42 617         |
| 14   | Sabrina Ionescu  | 36 709         |
| 15   | Napheesa Collier | 30 680         |
| 16   | Diana Taurasi    | 29 712         |
| 17   | Alyssa Thomas    | 29 481         |
| 18   | DeWanna Bonner   | 28 763         |
| 19   | Allisha Gray     | 27 767         |
| 20   | Kahleah Copper   | 27 546         |

| Rang | Joueuse              | Nombre de vote |
| ---- | -------------------- | -------------- |
| 21   | Shakira Austin       | 22 837         |
| 22   | Kelsey Mitchell      | 20 627         |
| 23   | Courtney Vandersloot | 20 252         |
| 24   | NaLyssa Smith        | 19 485         |
| 25   | Rhyne Howard         | 19 311         |
| 26   | Marina Mabrey        | 15 494         |
| 27   | Alysha Clark         | 14 146         |
| 28   | Brionna Jones        | 13 668         |
| 29   | Cheyenne Parker      | 13 637         |
| 30   | Jonquel Jones        | 13 609         |

### Résultats complets du vote
Voici les résultats globaux des 10 premières, basés sur les résultats des trois groupes de vote. Les votes des supporters comptent pour 50 %, tandis que ceux des médias et des joueurs comptent pour 25 %. Les joueuses sont classées par poste. Les quatre meilleures joueurs extérieures et les six meilleures intérieurs ont été désignés titulaires pour le match. Après la publication des résultats du vote, les entraîneurs principaux des ligues sélectionneront les douze remplaçantes du All-Star Game en votant pour trois extérieurs, cinq intérieurs et quatre joueuses à chaque poste. Les résultats de ce vote ont été annoncés le 1er juillet 2023.
| Position | Joueuse          | Club                | Rang des Fans | Rang des médias | Rang des joueuses | Score pondéré |
| -------- | ---------------- | ------------------- | ------------- | --------------- | ----------------- | ------------- |
| 1        | Jackie Young     | Aces de Las Vegas   | 1             | 1               | 2                 | 1.25          |
| 2        | Jewell Loyd      | Storm de Seattle    | 2             | 2               | 1                 | 1.75          |
| 3        | Arike Ogunbowale | Wings de Dallas     | 3             | 3               | 3                 | 3.0           |
| 4        | Chelsea Gray     | Aces de Las Vegas   | 5             | 4               | 4                 | 4.5           |
| 5        | Kelsey Plum      | Aces de Las Vegas   | 4             | 7               | 8                 | 5.75          |
| 6        | Allisha Gray     | Dream d'Atlanta     | 8             | 5               | 6                 | 6.75          |
| 7        | Kahleah Copper   | Sky de Chicago      | 9             | 7               | 9                 | 8.5           |
| 8        | Sabrina Ionescu  | Liberty de New York | 6             | 6               | 19                | 9.25          |
| 9        | Diana Taurasi    | Mercury de Phoenix  | 7             | 10              | 14                | 9.5           |
| 10       | Kelsey Mitchell  | Fever de l'Indiana  | 10            | 13              | 5                 | 9.5           |

| Position | Joueuse           | Club                  | Rang des Fans | Rang des médias | Rang des joueuses | Score pondéré |
| -------- | ----------------- | --------------------- | ------------- | --------------- | ----------------- | ------------- |
| 1        | A'ja Wilson       | Aces de Las Vegas     | 1             | 2               | 2                 | 1.5           |
| 2        | Breanna Stewart   | Liberty de New York   | 2             | 1               | 1                 | 1.5           |
| 3        | Brittney Griner   | Mercury de Phoenix    | 3             | 6               | 3                 | 3.75          |
| 4        | Satou Sabally     | Wings de Dallas       | 5             | 3               | 4                 | 4.25          |
| 5        | Aliyah Boston     | Fever de l'Indiana    | 4             | 7               | 6                 | 5.25          |
| 6        | Nneka Ogwumike    | Sparks de Los Angeles | 6             | 5               | 5                 | 5.5           |
| 7        | Alyssa Thomas     | Sun du Connecticut    | 10            | 4               | 7                 | 7.75          |
| 8        | Elena Delle Donne | Mystics de Washington | 7             | 9               | 9                 | 8.0           |
| 9        | Napheesa Collier  | Lynx du Minnesota     | 9             | 8               | 8                 | 8.5           |
| 10       | DeWanna Bonner    | Sun du Connecticut    | 11            | 10              | 10                | 10.5          |

### Entraîneurs
Les entraîneurs principaux du WNBA All-Star 2023 seront les entraîneurs principaux des deux équipes, quelle que soit la conférence, avec les meilleurs records après les matchs du vendredi 30 juin. L'entraîneur principal avec le meilleur record à cette date entraînera l'équipe dont le capitaine a obtenu le plus de votes des fans.
Becky Hammon, entraîneuse des Aces de Las Vegas et Stephanie White, entraîneuse du Sun du Connecticut, se sont qualifiées pour être les deux entraîneuses principales du All-Star Game 2023,. Elles ont obtenu ce titre en menant leurs équipes aux deux premières places du classement à cette date. C'est la deuxième fois que Hammon et White sont entraîneuses principales du All-Star Game. White avait auparavant été entraîneuse adjointe de l'équipe de la Conférence Ouest lors du match de 2013. Hammon a entraîné l'équipe Wilson en raison de son meilleur bilan à la date de sélection des entraîneurs et du fait que Wilson a obtenu le plus de votes. White a entraîné l'équipe Stewart.

### Joueuses retenues
Les joueuses du All-Star Game ont été sélectionnées selon le processus de vote décrit ci-dessus. Les titulaires ont été annoncées le 25 juin 2023. A'ja Wilson, des Aces de Las Vegas, et Breanna Stewart, du Liberty de New York, ont été les favorites des fans. Elles ont été nommées capitaines pour le match. C'est la cinquième fois que Wilson et Stewart étaient nommées dans l'équipe des étoiles.
La Conférence Ouest a fourni la majorité des titulaires du match des étoiles, huit d'entre elles étant issues de cette conférence. Brittney Griner, du Mercury de Phoenix, a été sélectionnée pour la neuvième fois, et a été rejointe chez les titulaires par Satou Sabally (2e sélection), des Wings de Dallas, Aliyah Boston, (1er sélection) du Fever de l'Indiana Fever, et Nneka Ogwumike (8e sélection), des Sparks de Los Angeles. Les extérieurs titulaires étaient composées de Jackie Young (2e sélection) et Chelsea Gray (5e sélection), des Aces de Las Vegas, Jewell Loyd (5e sélection), du Storm de Seattle, et Arike Ogunbowale (3e sélection), des Wings de Dallas. 
À l'opposé des titulaires, la Conférence Est fournit la majorité des remplaçantes All-Star, neuf des douze réservistes étant issues de cette conférence. Elena Delle Donne, des Mystics de Washington, a été sélectionnée pour la septième fois, rejointe en première ligne par Alyssa Thomas et DeWanna Bonner, du Sun du Connecticut, Cheyenne Parker, du Dream d'Atlanta, Napheesa Collier, du Lynx du Minnesota, et Ezi Magbegor, du Storm de Seattle. Il s'agissait de la quatrième sélection de Thomas, de la cinquième de Bonner, de la troisième de Collier, et de la première de Parker et Magbegor. Les remplaçantes arrière étaient composées de Kahleah Copper, du Sky de Chicago, d'Allisha Gray, du Dream d'Atlanta, de Sabrina Ionescu et de Courtney Vandersloot, du Liberty de New York, de Kelsey Mitchell, du Fever de l'Indiana, et de Kelsey Plum, des Aces de Las Vegas. Vandersloot a obtenu sa cinquième sélection All-Star, Cooper sa troisième, tandis qu'Ionescu et Plum ont obtenu leur deuxième. Gray et Mitchell ont été nommés à leur premier match des étoiles.
Elena Delle Donne a été déclarée forfait pour le match suite à une blessure à la cheville survenue le 11 juillet. Rhyne Howard, du Dream d'Atlanta, a été choisie pour la remplacer. Il s'agit de sa deuxième sélection au All-Star Game.
| Pos         | Joueuse              | Équipe                | Nb. de sélections |
| Titulaires  | Titulaires           | Titulaires            | Titulaires        |
| ----------- | -------------------- | --------------------- | ----------------- |
| C           | Aliyah Boston        | Fever de l'Indiana    | 1                 |
| F           | Breanna Stewart      | Liberty de New York   | 5                 |
| Réservistes |                      |                       |                   |
| G           | Kahleah Copper       | Sky de Chicago        | 3                 |
| G           | Allisha Gray         | Dream d'Atlanta       | 1                 |
| G           | Sabrina Ionescu      | Liberty de New York   | 2                 |
| G           | Kelsey Mitchell      | Fever de l'Indiana    | 1                 |
| G           | Courtney Vandersloot | Liberty de New York   | 5                 |
| F           | Alyssa Thomas        | Sun du Connecticut    | 4                 |
| F           | Elena Delle Donne*   | Mystics de Washington | 7                 |
| F           | DeWanna Bonner       | Sun du Connecticut    | 5                 |
| F           | Cheyenne Parker      | Dream d'Atlanta       | 1                 |
| F           | Rhyne Howard*        | Dream d'Atlanta       | 2                 |

| Pos         | Joueuse          | Équipe                | Nb. de sélections |
| Titulaires  | Titulaires       | Titulaires            | Titulaires        |
| ----------- | ---------------- | --------------------- | ----------------- |
| C           | Brittney Griner  | Mercury de Phoenix    | 9                 |
| F           | Nneka Ogwumike   | Sparks de Los Angeles | 8                 |
| F           | Satou Sabally    | Wings de Dallas       | 2                 |
| G           | Chelsea Gray     | Aces de Las Vegas     | 5                 |
| G           | Jewell Loyd      | Storm de Seattle      | 5                 |
| F           | A'ja Wilson      | Aces de Las Vegas     | 5                 |
| G           | Arike Ogunbowale | Wings de Dallas       | 3                 |
| G           | Jackie Young     | Aces de Las Vegas     | 2                 |
| Réservistes |                  |                       |                   |
| G           | Kelsey Plum      | Aces de Las Vegas     | 2                 |
| F           | Napheesa Collier | Lynx du Minnesota     | 3                 |
| F           | Ezi Magbegor     | Storm de Seattle      | 1                 |

^* : Elena Delle Donne, blessée, cède sa place à Rhyne Howard.

### Nombre de All-Star par équipes
| Équipe                | Nb joueuses |
| --------------------- | ----------- |
| Dream d'Atlanta       | 3           |
| Sky de Chicago        | 1           |
| Sun du Connecticut    | 2           |
| Fever de l'Indiana    | 2           |
| Liberty de New York   | 3           |
| Mystics de Washington | 1           |
| Wings de Dallas       | 2           |
| Aces de Las Vegas     | 4           |
| Sparks de Los Angeles | 1           |
| Lynx du Minnesota     | 1           |
| Mercury de Phoenix    | 1           |
| Storm de Seattle      | 2           |

### Draft
La draft WNBA All Star a eu lieu le 8 juillet 2023. A'ja Wilson et Breanna Stewart ont été nommées respectivement capitaines, car elles ont reçu le plus de votes des fans. Les six premières joueuses draftées étaient titulaires. Les 12 joueuses suivantes, choisies par les entraîneurs principaux de la WNBA, ont ensuite été draftées. Wilson a commencé la draft des titulaires, car elle a reçu le plus de votes, tandis que Stewart a commencé la draft des remplaçantes.
| Pick | Player               | Team    |
| ---- | -------------------- | ------- |
| 1    | Chelsea Gray         | Wilson  |
| 2    | Brittney Griner      | Stewart |
| 3    | Jackie Young         | Wilson  |
| 4    | Jewell Loyd          | Stewart |
| 5    | Aliyah Boston        | Wilson  |
| 6    | Satou Sabally        | Stewart |
| 7    | Arike Ogunbowale     | Wilson  |
| 8    | Nneka Ogwumike       | Stewart |
| 9    | Courtney Vandersloot | Stewart |
| 10   | Kelsey Plum          | Wilson  |
| 11   | Sabrina Ionescu      | Stewart |
| 12   | Allisha Gray         | Wilson  |
| 13   | Ezi Magbegor         | Stewart |
| 14   | Alyssa Thomas        | Wilson  |
| 15   | Napheesa Collier     | Stewart |
| 16   | Cheyenne Parker      | Wilson  |
| 17   | Kelsey Mitchell      | Stewart |
| 18   | DeWanna Bonner       | Wilson  |
| 19   | Kahleah Copper       | Stewart |
| 20   | Elena Delle Donne    | Wilson  |

### Equipes finales
| Pos                                          | Joueuse              | Equipe                | Nb de sélections |
| Titulaires                                   | Titulaires           | Titulaires            | Titulaires       |
| -------------------------------------------- | -------------------- | --------------------- | ---------------- |
| G                                            | Jewell Loyd          | Storm de Seattle      | 5                |
| F                                            | Satou Sabally        | Wings de Dallas       | 2                |
| F                                            | Breanna Stewart      | Liberty de New York   | 5                |
| F                                            | Nneka Ogwumike       | Sparks de Los Angeles | 8                |
| C                                            | Brittney Griner      | Mercury de Phoenix    | 9                |
| Remplaçantes                                 |                      |                       |                  |
| G                                            | Kahleah Copper       | Sky de Chicago        | 3                |
| G                                            | Sabrina Ionescu      | Liberty de New York   | 2                |
| G                                            | Kelsey Mitchell      | Fever de l'Indiana    | 1                |
| G                                            | Courtney Vandersloot | Liberty de New York   | 5                |
| F                                            | Napheesa Collier     | Lynx du Minnesota     | 3                |
| F                                            | Ezi Magbegor         | Storm de Seattle      | 1                |
| Coach : Stephanie White (Sun du Connecticut) |                      |                       |                  |

| Pos                                      | Joueuse           | Equipe                | Nb de sélections |
| Titulaires                               | Titulaires        | Titulaires            | Titulaires       |
| ---------------------------------------- | ----------------- | --------------------- | ---------------- |
| G                                        | Chelsea Gray      | Aces de Las Vegas     | 5                |
| G                                        | Jackie Young      | Aces de Las Vegas     | 2                |
| G                                        | Arike Ogunbowale  | Wings de Dallas       | 3                |
| F                                        | A'ja Wilson       | Aces de Las Vegas     | 5                |
| C                                        | Aliyah Boston     | Fever de l'Indiana    | 1                |
| Remplaçantes                             |                   |                       |                  |
| G                                        | Allisha Gray      | Dream d'Atlanta       | 1                |
| G                                        | Kelsey Plum       | Aces de Las Vegas     | 2                |
| F                                        | DeWanna Bonner    | Sun du Connecticut    | 5                |
| F                                        | Elena Delle Donne | Mystics de Washington | 7                |
| F                                        | Cheyenne Parker   | Dream d'Atlanta       | 1                |
| F                                        | Alyssa Thomas     | Sun du Connecticut    | 4                |
| F                                        | Rhyne Howard      | Dream d'Atlanta       | 2                |
| Coach : Becky Hammon (Aces de Las Vegas) |                   |                       |                  |

## Rencontre
| 15 juillet 2023 8:30 p.m. ET |                                                      | Team Wilson 127, Team Stewart 143 | Team Wilson 127, Team Stewart 143                         | Team Wilson 127, Team Stewart 143 |  | Michelob Ultra Arena, Las Vegas, Nevada Affluence : 9472 Arbitres : Eric Brewton, Ashley Gloss, Randy Richardson | ABC, TSN4/SN1 |
| 15 juillet 2023 8:30 p.m. ET | Score par quart-temps : 27-29, 36-44, 30-37, 34-33   |                                   |                                                           |                                   |  | Michelob Ultra Arena, Las Vegas, Nevada Affluence : 9472 Arbitres : Eric Brewton, Ashley Gloss, Randy Richardson | ABC, TSN4/SN1 |
| 15 juillet 2023 8:30 p.m. ET | Kelsey Plum (30) Aliyah Boston (11) Chelsea Gray (7) | Points Rebonds Passes d.          | Jewell Loyd (31) Brittney Griner (13) Breanna Stewart (9) |                                   |  | Michelob Ultra Arena, Las Vegas, Nevada Affluence : 9472 Arbitres : Eric Brewton, Ashley Gloss, Randy Richardson | ABC, TSN4/SN1 |

### Modifications des règles
La WNBA a mis en place trois règles spéciales pour le All-Star Game 2023 :
- Tir à 4 points : Quatre cercles, deux à chaque extrémité du terrain, ont été placés au-dessus de la ligne actuelle des trois points.
- Chronomètre de 20 secondes au lieu de 24 secondes
- Points automatiques pour les tentatives de lancer franc : « Pas de lancer franc »

## Concours à trois points et Skills Challenge
Le 12 janvier 2023, il a été annoncé qu'un concours à trois points et le skills challenge auraient lieu le 14 juillet, la veille du match des étoiles. Il sera diffusé sur ESPN aux États-Unis et sur TSN1/4/5 au Canada. Le concours à trois points est présenté par Starry (en), tandis que le skills challenge WNBA est présenté par Kia.

### Concours à trois points

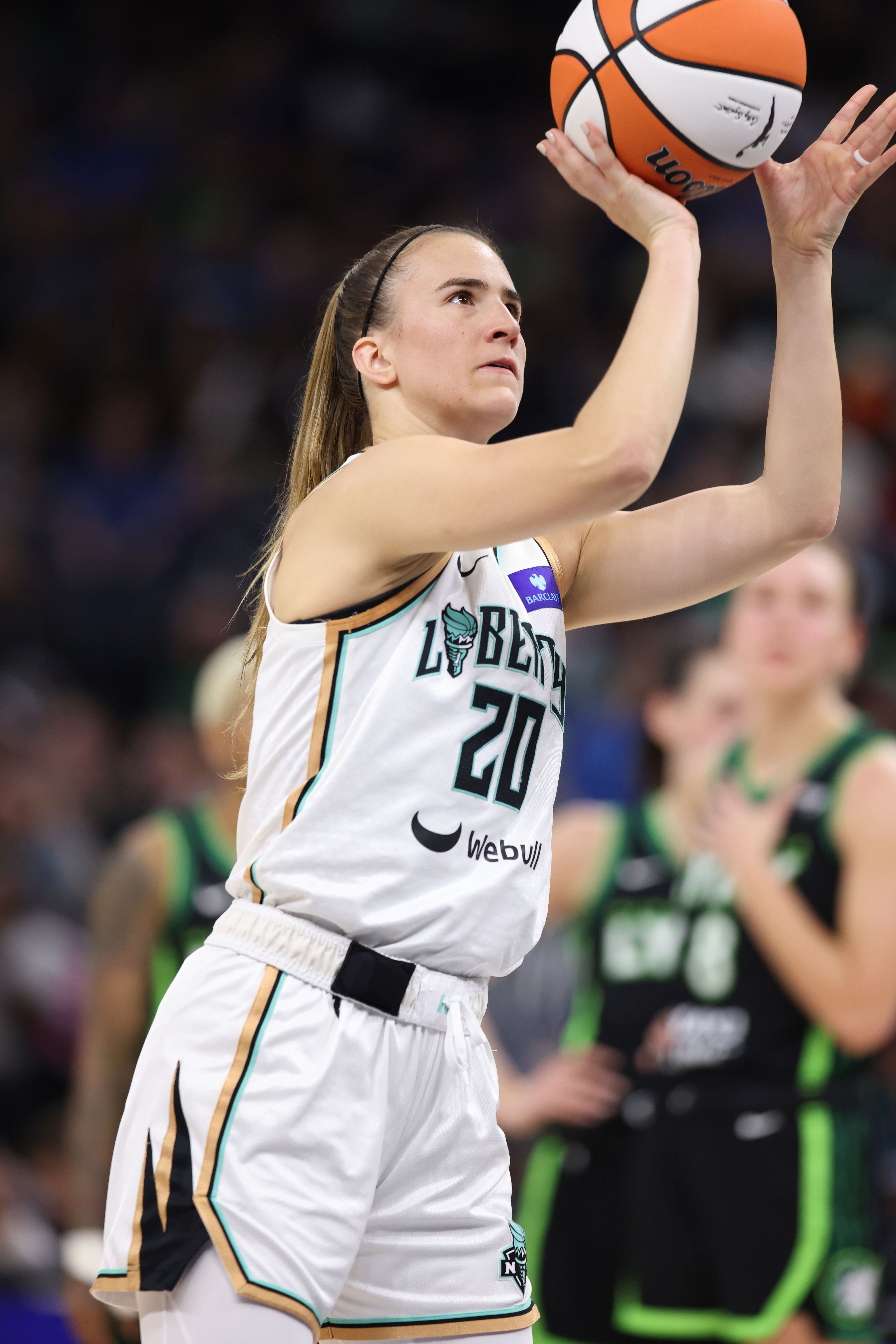
Sabrina Ionescu, vainqueur du concours à trois points

Les participants au concours à trois points ont été annoncés le 13 juillet 2023. DiJonai Carrington et Sami Whitcomb n'ont pas été sélectionnés pour le match des étoiles, mais ont été sélectionnés pour participer au concours à trois points. La compétition se déroule en deux manches, les trois premiers du premier tour se qualifiant. Les concurrents disposent d'une minute, dix secondes et vingt-sept balles pour accumuler des points. Quatre racks contiennent quatre balles normales valant un point et une « money ball » valant deux points. Un rack est entièrement composé de balles d'argent. En cas d'égalité, plusieurs départages de 30 secondes seront effectués avant qu'un vainqueur ne soit désigné.
Sabrina Ionescu a remporté le concours à trois points grâce à 37 points sur 40 possibles lors du dernier round. Elle a réussi 20 tirs consécutifs et n'en a manqué que deux. Les 37 points d'Ionescu lors du dernier round constituent le record de points marqués par une joueuse de WNBA ou de NBA, le précédent record WNBA était de 30, établi par Allie Quigley à Chicago en 2022) tandis que le précédent record NBA était de 31, établi par Stephen Curry à Atlanta en 2021 et égalé par Tyrese Haliburton à Salt Lake City en 2023.
| osition | Joueuse            | Équipe              | % à 3 points en 2023 | % à 3 points en 2023 | % à 3 points en 2023 | 1er tour | 2e tour |
| osition | Joueuse            | Équipe              | Réussis              | Tentés               | %                    | 1er tour | 2e tour |
| ------- | ------------------ | ------------------- | -------------------- | -------------------- | -------------------- | -------- | ------- |
| G       | Sabrina Ionescu    | Liberty de New York | 54                   | 121                  | 44.,6                | 26       | 37      |
| G       | Sami Whitcomb      | Storm de Seattle    | 37                   | 101                  | 36,6                 | 28       | 24      |
| G       | Arike Ogunbowale   | Wings de Dallas     | 51                   | 171                  | 29,8                 | 21       | 11      |
| G       | DiJonai Carrington | Sun du Connecticut  | 14                   | 36                   | 38,9                 | 18       | DNQ     |
| G       | Kelsey Mitchell    | Fever de l'Indiana  | 48                   | 129                  | 37,2                 | 15       | DNQ     |
| G       | Jackie Young       | Aces de Las Vegas   | 50                   | 103                  | 48.,5                | 15       | DNQ     |

### Skills Challenge
Le 11 juillet, la WNBA a annoncé que le skills challenge opposerait quatre équipes de deux joueuses. Chaque équipe sera composée de joueuses sélectionnées pour le All-Star Game au sein de la même équipe. Les équipes s'affronteront lors d'une course d'obstacles chronométrée en deux manches, mettant à l'épreuve l'agilité, le dribble, la passe et le tir. Lors de la première manche, les quatre équipes s'affronteront une à une dans une course contre la montre. Au fur et à mesure que chaque équipe avance, la joueuse 1 terminera la course d'obstacles, suivie de sa coéquipière, la joueuse 2. Les deux équipes qui termineront la course avec les meilleurs temps accéderont à la finale et s'affronteront sur le même parcours pour le titre. En cas d'égalité, si nécessaire pour déterminer l'équipe qualifiée pour la finale ou le champion, les équipes à égalité redoubleront la course.
Les équipes Aces et Liberty se sont qualifiées après le premier tour, les Aces réalisant le meilleur temps. Lors du dernier tour, l'équipe Liberty a pris la tête avec un temps de 58,0 secondes. Les Aces ont terminé deuxièmes et n'ont eu aucun mal à battre le temps de l'équipe Liberty. L'équipe Aces a réalisé un temps final de 45,9 secondes, devançant les Liberty de 13,7 secondes. Kelsey Plum et Chelsea Gray ont remporté le WNBA Skills Challenge.

#### Participantes
| Position | Player               | Team      |
| -------- | -------------------- | --------- |
| G        | Chelsea Gray         | Las Vegas |
| G        | Kelsey Plum          | Las Vegas |
| G        | Allisha Gray         | Atlanta   |
| F        | Cheyenne Parker      | Atlanta   |
| G        | Sabrina Ionescu      | New York  |
| G        | Courtney Vandersloot | New York  |
| G        | Arike Ogunbowale     | Dallas    |
| F        | Satou Sabally        | Dallas    |

#### Résultats
| Equipes      | Round 1 (secondes) | Round 2 (secondes) |
| ------------ | ------------------ | ------------------ |
| Team Aces    | 45.9               | 44.3               |
| Team Liberty | 47.8               | 58.0               |
| Team Wings   | 52.6               | DNQ                |
| Team Dream   | 58,7               | DNQ                |